# 대한민국 민법 제714조
대한민국 민법 제714조는 조합원 지분에 대한 압류의 효력에 대한 대한민국 민법 채권법 조합에 대한 조문이다. 2021년 1월 26일에 법률 제17905호로 시행되었으며 2021년 1월 26일에 일부개정되었다. 

## 조문
제714조(지분에 대한 압류의 효력) 조합원의 지분에 대한 압류는 그 조합원의 장래의 이익배당 및 지분의 반환을 받을 권리에 대하여 효력이 있다.

第714條(持分에 對한 押留의 效力) 組合員의 持分에 對한 押留는 그 組合員의 將來의 利益配當 및 持分의 返還을 받을 權利에 對하여 效力이 있다.

## 판례
- 민법 제714조는 “조합원의 지분에 대한 압류는 그 조합원의 장래의 이익배당 및 지분의 반환을 받을 권리에 대하여 효력이 있다.”고 규정하여 조합원의 지분에 대한 압류를 허용하고 있으나, 여기에서의 조합원의 지분이란 전체로서의 조합재산에 대한 조합원 지분을 의미하는 것이고, 이와 달리 조합재산을 구성하는 개개의 재산에 대한 합유지분에 대하여는 압류 기타 강제집행의 대상으로 삼을 수 없다 할 것이다.[1]